# Dilara Bağcı
Dilara Bağcı est une joueuse de volley-ball turque née le 2 février 1994 à Ankara. Elle mesure 1,65 m et joue au poste de libero. 

## Clubs
| Club                 | De        | À         |
| -------------------- | --------- | --------- |
| İller Bankası Ankara | 2008-2009 | 2011-2012 |
| Bursa BBSK           | 2012-2013 | 2012-2013 |
| Nilüfer Belediye     | 2013-2014 | 2013-2014 |
| Eczacıbaşı İstanbul  | 2014-2015 | 2015-2016 |
| Nilüfer Belediye     | 2016-2017 | 2016-2017 |
| Eczacıbaşı İstanbul  | 2017-2018 | 2018-2019 |
| Çan Gençlik KSAK     | 2020-2021 | …         |

## Palmarès

### Équipe nationale
- Championnat d'Europe des moins de 18 ans
  - Vainqueur : 2011.
- Championnat du monde des moins de 18 ans
  - Vainqueur : 2011[2]
- Championnat d'Europe des moins de 20 ans
  - Vainqueur : 2012.
- Championnat du monde des moins de 23 ans
  - Finaliste : 2015.

### Clubs
- Ligue des champions
  - Vainqueur: 2015.
- Championnat du monde des clubs
  - Vainqueur : 2015.
- Coupe de la CEV
  - Vainqueur : 2018.
- Coupe de Turquie
  - Vainqueur: 2019.
  - Finaliste : 2018.
- Supercoupe de Turquie
  - Vainqueur: 2018.
- Championnat de Turquie
  - Finaliste : 2018, 2019.

### Distinctions individuelles
- Championnat d'Europe féminin de volley-ball des moins de 18 ans 2011: Meilleur libéro.
- Championnat du monde de volley-ball féminin des moins de 18 ans 2011: Meilleure réceptionneuse et meilleure libero[2].
- Championnat d'Europe féminin de volley-ball des moins de 20 ans 2012: Meilleure libéro.